# 劉啓端
劉啓端（？—？），江蘇省揚州府寶應縣人，清朝政治人物、進士出身。

## 生平
光緒十五年（1889年），参加光緒己丑科殿試，登進士二甲31名。同年五月，改翰林院庶吉士。光緒十六年四月，散館，授翰林院編修。